# Smotrytsch
Smotrytsch (ukrainisch Смотрич; russisch Смотрич Smotritsch, polnisch Smotrycz) ist eine Siedlung städtischen Typs im Rajon Dunajiwzi im Süden der Oblast Chmelnyzkyj der Ukraine, namensgebend für den Ort ist der durch die Ortschaft fließende Fluss Smotrytsch.

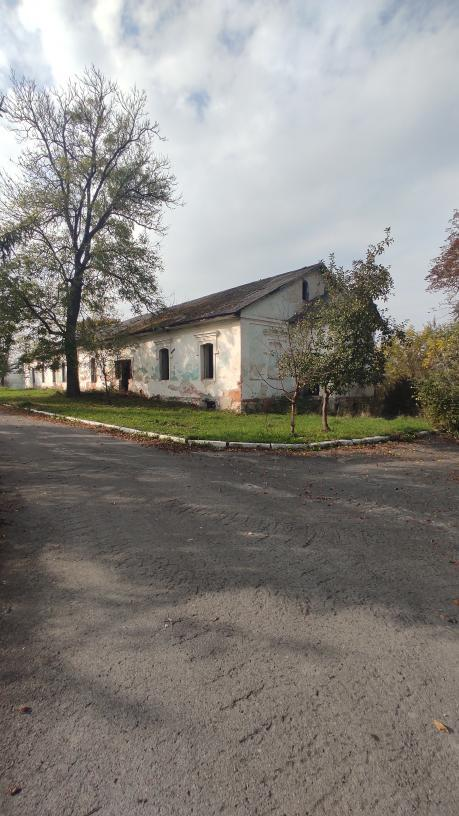
Gebäude im Ort

## Geschichte
Die Siedlung wurde in der zweiten Hälfte des 14. Jahrhunderts gegründet und erhielt 1448 das Magdeburger Stadtrecht. 1958 wurde der Ort Teil des neu erschaffenen Rajons Dunajiwzi, 1960 wurde er zu einer Siedlung städtischen Typs.

## Verwaltungsgliederung
Am 29. August 2017 wurde die Siedlung zum Zentrum der neugegründeten Siedlungsgemeinde Smotrytsch (Смотрицька селищна громада/Smotryzka selyschtschna hromada). Zu dieser zählen auch die 8 in der untenstehenden Tabelle aufgelisteten Dörfer, bis dahin bildete sie zusammen mit den Dörfern Krynytschany, Mychiwkaund Ripynzi die gleichnamige Siedlungsratsgemeinde Smotrytsch (Смотрицька селищна рада/Smotryzka selyschtschna rada) im Westen des Rajons Dunajiwzi.
Am 17. Juli 2020 kam es im Zuge einer großen Rajonsreform zum Anschluss des Rajonsgebietes an den Rajon Kamjanez-Podilskyj.
Folgende Orte sind neben dem Hauptort Smotrytsch Teil der Gemeinde:
| Name                     | Name                   | Name                                           |
| ukrainisch transkribiert | ukrainisch             | russisch                                       |
| ------------------------ | ---------------------- | ---------------------------------------------- |
| Balyn                    | Балин                  | Балин (Balin)                                  |
| Balyniwka                | Балинівка (Петрівське) | Балиновка (Balinowka)/Петровское (Petrowskoje) |
| Krynytschany             | Криничани              | Криничаны (Krinitschany)                       |
| Lyssohirka               | Лисогірка              | Лисогорка (Lissogorka)                         |
| Mychiwka                 | Михівка                | Миховка (Michowka)                             |
| Ripynzi                  | Ріпинці                | Репинцы (Repinzy)                              |
| Rudka                    | Рудка                  | Рудка                                          |
| Stara Huta               | Стара Гута             | Старая Гута (Staraja Guta)                     |